# 掲示板的コトバ宇宙「-宙」
掲示板的コトバ宇宙「-宙」（けいじばんてきコトバうちゅう「ちゅう」）（以下、本頁では「-宙」と略す）は、かつて存在していたレンタル電子掲示板サービス。早稲田大学の学生（当時）による制作集団・宙プロが開発し、1999年4月にサービスを開始した。
2006年2月に大規模なサーバ障害が発生し、サービスを停止していたが、同年4月5日にサービスの復旧を断念。同年7月3日をもってサービスを終了した。

## 概要
宙プロ（ちゅうぷろ）（謎の6人からなる「妄想クリエイター集団」）が作成、運営し、後に楽天インフォシークが運営していた掲示板サービス。
宙プロは、代官山の地図にドン・キホーテ、オノデン、まんだらけ、東京国際展示場といった“オタクの聖地”で満たした「僕たちの代官山最新MAP」、どんなキーワードも「1.0」と「2.0」に分ける「Web 2.0ジェネレーター」などを発表している。

## 歴史
1998年、当時、別々のサークルのWeb担当者として知り合った後に宙プロメンバーとなる3人は、学園祭の中止で暇になったことから、卒業までに「かっこ悪いネットサービス」を作ることを思い立つ。当時流行していたPostPetに代表されるペットを飼う掲示板サイトや、バーチャルの島に住むコミュニティーサイトに対し、日常生活をネットに置き換えただけの小規模な内容であることに不満を持った3人は「1ユーザーに1個、宇宙を配る」という発想に至る。
こうして製作された「-宙」では、小ネタやユーザーにちょっかいを出す様々な仕掛けが仕込まれていた。例えば掲示板には「防人」という人工無脳が常駐しており、各掲示板の管理人に対し不愉快な書き込みを行ったり、管理人の友人の掲示板に勝手に書き込みを行う。また、管理人がカスタマイズを行える機能も設定されており、「俺語」（または「オレ語」）という機能では、「。」と入力した際に「にょ。」と変換され、書き込まれた文章が自動でデ・ジ・キャラットの発言のように変換させることもできる。このような機能が会話（掲示板でのやり取り）のきっかけにもなった。
1999年4月に3人の卒業と同時にサービスを開始。1000人ぐらいの利用者がいれば充分と考えていたが、サービス開始後の1ヶ月で登録ユーザーが5000人を超え、その後も1日に300人ずつ増加。サーバーはすぐに過負荷となってしまった。3人は知り合いのツテを頼り、数回のサーバー移転を行うことになる。
しかし、バナー広告などもなく、「-宙」からの収入は0。運営費用もメンテナンスもメンバーのボランティアで賄われていた。インターネット・バブル最盛期ということもあり、協業の誘いを行った会社も数社あったが収益を上げる仕組みが存在していないことを知ると全ての会社が去って行った。
2000年7月末に行われた早稲田大学総合研究機構ネットワーク社会総合研究所「ネットベンチャークリエータ コンテスト2000」において応募総数140の中から、「-宙」がグランプリを獲得する。
ユーザーは8万人に膨れ上がっており、宙プロのメンバーも6人に増えていたが、前述の通りに完全ボランティアであったため、メンバーだけで支えきれず、2000年秋には楽天への売却が決定する。
楽天は「-宙」をインフォシークのサービスとして展開し、ピーク時のユーザーは17万人を数えた。
2006年2月、「-宙」に障害が発生。2月下旬に緊急メンテナンスを行うとしてサービスをいったん停止したが、その後も復旧ができず、7月3日にサービスを終了した。

## 特徴
- 登録ユーザー（宇宙人と呼ぶ）ひとりひとりに宇宙が与えられ、その宇宙には星（電子掲示板）が存在している。
- 星は数字2〜4桁で表現される区に属している。
- 10日に1日、星に書き込めなくなる食と呼ばれる状態になる（当初はサーバの負荷を弱める目的だった）。食になる星は、属している区の末尾の数字によって決定される。
- 星は書き込み数や訪問者数などにより成長していき、利用できる機能が増加したり、ページの背景やアイコンが変化したりする。
- 書き込み時間はCSTと呼ばれる特殊な形態で表示される。地球時間「yyyy年mm月dd日hh時mm分」は、CST「■mmdd年hh月mm日」となる。■は片仮名1文字で、地球時間の年によって変化する。1999年から順に、ウ、タ、ミ、ウ、ヒ、サ、トの順に変化している。(これはその年の干支をカタカナで書いた際の頭文字)
- 新しい書き込みがあったとき、たまに宙部日本放送（後にCHK）による臨時ニュースが表示される。このニュースはただのネタであることが多いが、機能増加のお知らせとしても使われる。